# مسابقه آواز یوروویژن ۱۹۹۱
مسابقه آواز یوروویژن ۱۹۹۱ ۳۶مین دوره از مسابقات آواز یوروویژن بود که در چینه‌چیتا، رم، ایتالیا برگزار شد. برنده آن کشور سوئد بود.